# Fundulus blairae
Fundulus blairae är en fiskart som beskrevs av Wiley och Hall, 1975. Fundulus blairae ingår i släktet Fundulus och familjen Fundulidae. Inga underarter finns listade i Catalogue of Life.